# George von Lengerke Meyer
George von Lengerke Meyer (Boston, 24 de junho de 1858 – Boston, 9 de março de 1918) foi um empresário, diplomara e político norte-americano do Partido Republicano.
Meyer estudou na Universidade Harvard e se formou com um bacharelado em artes em 1879. Ele começou sua carreira política em 1892 como membro da Câmara dos Representantes de Massachusetts, a partir de 1894 até o final de seu mandato em 1896 também atuando como presidente da câmara.
Ele entrou no serviço diplomático depois disso, trabalhando como embaixador na Itália de 1900 a 1905 e depois embaixador na Rússia entre 1905 e 1907. Ao voltar foi nomeado pelo presidente Theodore Roosevelt como Diretor-geral dos Correios dos Estados Unidos, conseguindo estabelecer bancos de poupança postal.
Meyer foi nomeado Secretário da Marinha em 1909 pelo presidente William Howard Taft, reformulando a Marinha, reformando mais de cinquenta couraçados e cruzadores e aumentando a eficiência dos estaleiros. Ele deixou o cargo em 1909 e tornou-se um grande crítico de seu sucessor Josephus Daniels, além de apoiador da carreira política de Roosevelt.